# Michal Tomič
Michal Tomič, né le 30 mars 1999 à Myjava en Slovaquie, est un footballeur international slovaque qui évolue au poste d'arrière droit au Spartak Trnava.

## Biographie

### En club
Né à Myjava en Slovaquie, Michal Tomič est formé par le club local du Spartak Myjava puis par le FK Senica. En 2015 il rejoint l'Italie afin de poursuivre sa formation à la Sampdoria Gênes mais il ne joue aucun match avec l'équipe première du club. En août 2018 il est prêté au MŠK Žilina pour une saison. Il joue son premier match en professionnel avec ce club, le 25 août 2018, lors d'une rencontre de première division slovaque face au DAC Dunajská Streda. Il est titularisé et les deux équipes se neutralisent (0-0 score final).
En juillet 2020, Michal Tomič rejoint la Tchéquie afin de s'engager librement en faveur du FC Slovácko. Il signe un contrat de trois ans, soit jusqu'en juin 2023.
Le 3 février 2023, lors du mercato hivernal, Michal Tomič s'engage en faveur de l'un des clubs les plus importants de Tchéquie, le SK Slavia Prague. Il signe un contrat courant jusqu'en juin 2026 mais est directement prêté au FK Mladá Boleslav jusqu'à la fin de la saison.
Tomič intègre l'équipe première du Slavia Prague à l'été 2023. Il joue son premier match pour le club le 6 août 2023, à l'occasion d'une rencontre de la troisième journée de la saison 2023-2024, face au FC Zlín. Il entre en jeu à la place d'Ivan Schranz et son équipe s'impose par deux buts à un.
Le 3 février 2025, Michal Tomič rejoint le MFK Karviná sous la forme d'un prêt jusqu'à la fin de la saison.

### En sélection
En mars 2023, Michal Tomič est convoqué pour la première fois avec l'équipe nationale de Slovaquie par le sélectionneur Francesco Calzona. Il honore sa première sélection avec la Slovaquie lors de ce rassemblement, le 23 mars 2023, contre le Luxembourg. Il entre en jeu à la place de Peter Pekarík lors de cette rencontre où les deux équipes se neutralisent (0-0 score final),.